# لیگ ملت‌های والیبال مردان ۲۰۱۹
لیگ ملت‌های والیبال مردان ۲۰۱۹ دومین دوره از لیگ ملت‌ها، تورنمنت بین‌المللی سالیانهٔ والیبال مردان می‌باشد که با شرکت ۱۶ تیم ملی برگزار شد. این رقابت بین مه تا ژوئیهٔ ۲۰۱۹ برگزار گردید و دور نهایی نیز در کردیت یونیون ۱ آرنا، شیکاگو، ایالات متحده به انجام رسید. این نخستین دوره از لیگ جهانی یا لیگ ملت‌ها بود که دور پایانی آن در آمریکای شمالی میزبانی می‌شد.
پیرو نتایج لیگ ملت‌های ۲۰۱۸ و جام چلنجر ۲۰۱۸، پرتغال جایگزین کره جنوبی در این دوره شد.
پس از دور مقدماتی پرتغال در جایگاه آخر بین تیم‌های چلنجر قرار گرفت و اسلوونی به عنوان برندهٔ جام چلنجر ۲۰۱۹ جایگزین این تیم در نسخهٔ ۲۰۲۰ گردید.
روسیه در دفاع از عنوان قهرمانی خود موفق شد میزبان، ایالات متحدهٔ آمریکا را در فینال شکست بدهد.

## راه‌یابی
شانزده تیم به رقابت راه پیدا کردند. ۱۲ تای آن‌ها به عنوان تیم‌های اصلی واجد شرایط برای حضور در رقابت‌ها بودند و سقوط نمی‌کردند. چهار تیم دیگر به عنوان تیم‌های چلنجر انتخاب شدند که سقوط آن‌ها محتمل بود. پرتغال پس از بردن جام چلنجر ۲۰۱۸ جایگزین کره جنوبی شد.
| راه‌یابی      | راه‌یافته            |
| ------------ | ------------------- |
| تیم‌های اصلی  | آرژانتین            |
| تیم‌های اصلی  | برزیل               |
| تیم‌های اصلی  | چین                 |
| تیم‌های اصلی  | فرانسه              |
| تیم‌های اصلی  | آلمان               |
| تیم‌های اصلی  | ایران               |
| تیم‌های اصلی  | ایتالیا             |
| تیم‌های اصلی  | ژاپن                |
| تیم‌های اصلی  | لهستان              |
| تیم‌های اصلی  | روسیه               |
| تیم‌های اصلی  | صربستان             |
| تیم‌های اصلی  | ایالات متحده آمریکا |
| تیم‌های چلنجر | استرالیا            |
| تیم‌های چلنجر | بلغارستان           |
| تیم‌های چلنجر | کانادا              |
| تیم‌های چلنجر | پرتغال              |

## قالب

### دور مقدماتی
۱۶ تیم به شکل نوبت‌گردشی با میزبانی حداقل یک گروه توسط هر تیم اصلی به رقابت پرداختند. تیم‌ها در هر هفته به ۴ گروه ۴ تیمی تقسیم شدند و به مدت ۵ هفته و در کل ۱۲۰ دیدار، با هم مسابقه دادند. ۵ تیم برتر پس از مرحلهٔ مقدماتی به میزبان دور نهایی پیوستند. تیم سقوط کننده تنها شامل یکی از چهار تیم چلنجر بود و آخرین تیم رده‌بندی از بین تیم‌های چلنجر از لیگ ملت‌های ۲۰۲۰ کنار گذاشته شد. قهرمان جام چلنجر به عنوان تیم چلنجر به دورهٔ بعدی راه پیدا می‌کرد.

### دور نهایی
شش تیم راه‌یافته در ۲ گروه ۳ تیمی به صورت نوبت‌گردشی بازی کردند. دو تیم برتر هر گروه برای نیمه‌نهایی‌ها انتخاب شدند. در این دور برندهٔ هر گروه به مصاف تیم دوم گروه دیگر رفت. برندگان نیمه‌نهایی‌ها برای کسب عنوان لیگ ملت‌ها با هم رقابت کردند. بازندگان نیز برای کسب جایگاه سوم با هم دیدار کردند.

### ترکیب گروه‌ها
وضعیت کلی گروه‌ها در ۲۳ اکتبر ۲۰۱۸ مشخص گردید.

### دور مقدماتی
| هفته ۱                                    | هفته ۱                                         | هفته ۱                                            | هفته ۱                                          | هفته ۱ |
| گروه ۱ چین                                | گروه ۲ آرژانتین                                | گروه ۳ لهستان                                     | گروه ۴ صربستان                                  |        |
| ----------------------------------------- | ---------------------------------------------- | ------------------------------------------------- | ----------------------------------------------- | ------ |
| چین · آلمان · ایران · ایتالیا             | آرژانتین · پرتغال · کانادا · بلغارستان         | لهستان · ایالات متحده آمریکا · برزیل · استرالیا   | صربستان · فرانسه · روسیه · ژاپن                 |        |
| هفته ۲                                    |                                                |                                                   |                                                 |        |
| گروه ۵ چین                                | گروه ۶ روسیه                                   | گروه ۷ ژاپن                                       | گروه ۸ کانادا                                   |        |
| چین · بلغارستان · لهستان · فرانسه         | روسیه · ایتالیا · ایالات متحده آمریکا · پرتغال | ژاپن · آرژانتین · ایران · برزیل                   | کانادا · استرالیا · آلمان · صربستان             |        |
| هفته ۳                                    |                                                |                                                   |                                                 |        |
| گروه ۹ پرتغال                             | گروه ۱۰ بلغارستان                              | گروه ۱۱ ایران                                     | گروه ۱۲ فرانسه                                  |        |
| پرتغال · برزیل · چین · صربستان            | بلغارستان · ژاپن · ایتالیا · استرالیا          | ایران · کانادا · لهستان · روسیه                   | فرانسه · آرژانتین · ایالات متحده آمریکا · آلمان |        |
| هفته ۴                                    |                                                |                                                   |                                                 |        |
| گروه ۱۳ ایالات متحده آمریکا               | گروه ۱۴ ایتالیا                                | گروه ۱۵ ایران                                     | گروه ۱۶ برزیل                                   |        |
| ایالات متحده آمریکا · ژاپن · چین · کانادا | ایتالیا · آرژانتین · صربستان · لهستان          | ایران · فرانسه · پرتغال · استرالیا                | برزیل · بلغارستان · آلمان · روسیه               |        |
| هفته ۵                                    |                                                |                                                   |                                                 |        |
| گروه ۱۷ استرالیا                          | گروه ۱۸ برزیل                                  | گروه ۱۹ بلغارستان                                 | گروه ۲۰ آلمان                                   |        |
| استرالیا · آرژانتین · چین · روسیه         | برزیل · ایتالیا · کانادا · فرانسه              | بلغارستان · ایران · صربستان · ایالات متحده آمریکا | آلمان · ژاپن · پرتغال · لهستان                  |        |

### دور نهایی
| گروه A                       | گروه B                    |
| ---------------------------- | ------------------------- |
| ایالات متحده آمریکا (میزبان) | برزیل (یکم دور مقدماتی)   |
| روسیه (سوم دور مقدماتی)      | ایران (دوم دور مقدماتی)   |
| فرانسه (چهارم دور مقدماتی)   | لهستان (پنجم دور مقدماتی) |

## مکان‌ها
فهرست شهرها و مکان‌های میزبان در ۲۶ مارس ۲۰۱۹ اعلام شد.

### دور مقدماتی
| گروه ۱                           | گروه ۲                  | گروه ۳                 | گروه ۴                  |
| -------------------------------- | ----------------------- | ---------------------- | ----------------------- |
| ژیانگمن، چین                     | مندوسا، آرژانتین        | کاتوویتسه، لهستان      | نووی ساد، صربستان       |
| Jiangmen Sports Center Gymnasium | Aconcagua Arena         | اسپودک                 | سپس وویوودینا           |
| گنجایش: ۸٬۵۰۰                    | گنجایش: ۱۰٬۰۰۰          | گنجایش: ۱۱٬۵۰۰         | گنجایش: ۶٬۹۸۷           |
|                                  |                         |                        |                         |
| گروه ۵                           | گروه ۶                  | گروه ۷                 | گروه ۸                  |
| نانگبو، چین                      | اوفا، روسیه             | توکیو، ژاپن            | اتاوا، کانادا           |
| Beilun Gymnasium                 | اوفا آرنا               | ورزشگاه ماساشینو فورست | TD Place Arena          |
| گنجایش: ۴٬۰۰۰                    | گنجایش: ۸٬۲۵۰           | گنجایش: ۱۰٬۰۰۰         | گنجایش: ۹٬۵۰۰           |
|                                  |                         |                        |                         |
| گروه ۹                           | گروه ۱۰                 | گروه ۱۱                | گروه ۱۲                 |
| گوندومار، پرتغال                 | وارنا، بلغارستان        | ارومیه، ایران          | کن، فرانسه              |
| Multiusos de Gondomar            | کاخ فرهنگ و ورزش        | ورزشگاه غدیر ارومیه    | Palais des Victoires    |
| گنجایش: ۵٬۰۰۰                    | گنجایش: ۶٬۰۰۰           | گنجایش: ۶٬۰۰۰          | گنجایش: ۴٬۰۰۰           |
|                                  |                         |                        |                         |
| گروه ۱۳                          | گروه ۱۴                 | گروه ۱۵                | گروه ۱۶                 |
| هافمن استیتز، ایالات متحده       | میلان، ایتالیا          | اردبیل، ایران          | کویابا، برزیل           |
| Sears Centre Arena               | PalaLido                | ورزشگاه رضازاده        | Ginásio Aecim Tocantins |
| گنجایش: ۱۰٬۰۰۰                   | گنجایش: ۵٬۴۲۰           | گنجایش: ۶٬۰۰۰          | گنجایش: ۱۲٬۰۰۰          |
|                                  |                         |                        | No Image                |
| گروه ۱۷                          | گروه ۱۸                 | گروه ۱۹                | گروه ۲۰                 |
| بریزبن، استرالیا                 | برازیلیا، برزیل         | پلوودیف، بلغارستان     | لایپزیگ، آلمان          |
| Queensland State Netball Centre  | Nilson Nelson Gymnasium | Kolodruma              | Arena Leipzig           |
| گنجایش: ۵٬۰۰۰                    | گنجایش: ۱۱٬۱۰۵          | گنجایش: ۶٬۱۰۰          | گنجایش: ۱۲٬۰۰۰          |
| No Image                         |                         |                        |                         |

### دور نهایی
| تمام رقابت‌ها         |
| -------------------- |
| شیکاگو، ایالات متحده |
| Credit Union 1 Arena |
| گنجایش: ۱۰٬۰۰۰       |
|                      |

## برنامه رقابت
| ● | دور مقدماتی | ● | دور نهایی |

| هفته ۱ ۳۱ مه – ۲ ژوئن | هفته ۲ ۷–۹ ژوئن | هفته ۳ ۱۴–۱۶ ژوئن | هفته ۴ ۲۱–۲۳ ژوئن | هفته ۵ ۲۸–۳۰ ژوئن | هفته ۶ هفتهٔ استراحت | هفته ۷ ۱۰–۱۴ ژوئیه |
| --------------------- | --------------- | ----------------- | ----------------- | ----------------- | ------------------- | ------------------ |
| ۲۴ مسابقه             | ۲۴ مسابقه       | ۲۴ مسابقه         | ۲۴ مسابقه         | ۲۴ مسابقه         |                     | ۱۰ مسابقه          |

## فرایند رده‌بندی گروه
1. شمار کل بردها (مسابقات برده و مسابقات باخته)
2. در صورت برابری، اولویت تساوی‌شکنی به ترتیب زیر خواهد بود:
  - برد مسابقه ۳–۰ یا ۳–۱: ۳ امتیاز برای برندهٔ رقابت، ۰ امتیاز برای بازندهٔ رقابت
  - برد مسابقه ۳–۲: ۲ امتیاز برای برندهٔ رقابت، ۱ امتیاز برای بازندهٔ رقابت
  - برد مسابقه با جریمه: ۳ امتیاز برای برندهٔ رقابت، ۰ امتیاز برای بازندهٔ رقابت، نتیجهٔ نهایی ۳–۰ (۲۵–۰، ۲۵–۰، ۲۵–۰) برای برنده
3. اگر تیم‌ها پس از بررسی شمار پیروزی‌ها و امتیازات به دست آمده همچنان مساوی باشند، FIVB به صورت زیر نتایج را بررسی می‌کند تا تساوی را از بین ببرد:
  - ضریب ست: اگر دو یا چند تیم در شمار امتیازات با هم برابر باشند، آن‌ها با استفاده از ضریب حاصل شده از تقسیم شمار کل ست‌های برنده شده به کل ست‌های از دست رفته رده‌بندی می‌شوند.
  - ضریب امتیازات: اگر برابری براساس ضریب ست ادامه داشته باشد، در این صورت تیم‌ها با بهره‌گیری از ضریب حاصل از تقسیم کل امتیازات به دست آمده نسبت به کل امتیازات از دست رفته در طول تمام ست‌ها رده‌بندی می‌شوند.
  - اگر برابری براساس ضریب امتیاز ادامه داشته باشد، در این صورت تساوی براساس تیم برندهٔ دور نوبت‌گردشی بین تیم‌های مساوی از بین خواهد رفت. اگر برابری بین سه یا چند تیم باشد، این تیم‌ها با در نظر گرفتن رقابت‌های بین خودشان رده‌بندی می‌شوند و نتایج این تیم‌ها در برابر تیم‌های دیگر در نظر گرفته نمی‌شود.

## دور مقدماتی
|  | راه‌یافته به دور نهایی                 |
|  | راه‌یافته به عنوان میزبان به دور نهایی |
|  | خارج شده از لیگ ملت‌های ۲۰۲۰           |

### رده‌بندی
|      |                     | بازی | بازی | امتیاز | ست  | ست   | ست    | امتیاز | امتیاز | امتیاز |
| رتبه | تیم                 | برد  | باخت | امتیاز | برد | باخت | نسبت  | برد    | باخت   | نسبت   |
| ---- | ------------------- | ---- | ---- | ------ | --- | ---- | ----- | ------ | ------ | ------ |
| ۱    | برزیل               | ۱۴   | ۱    | ۳۹     | ۴۴  | ۱۵   | ۲٫۹۳۳ | ۱٬۴۰۸  | ۱٬۲۱۸  | ۱٫۱۵۶  |
| ۲    | ایران               | ۱۲   | ۳    | ۳۶     | ۳۸  | ۱۵   | ۲٫۵۳۳ | ۱٬۲۷۶  | ۱٬۱۷۳  | ۱٫۰۸۸  |
| ۳    | روسیه               | ۱۲   | ۳    | ۳۴     | ۳۷  | ۱۷   | ۲٫۱۷۶ | ۱٬۲۸۴  | ۱٬۱۶۴  | ۱٫۱۰۳  |
| ۴    | فرانسه              | ۱۱   | ۴    | ۳۴     | ۳۸  | ۱۸   | ۲٫۱۱۱ | ۱٬۳۴۱  | ۱٬۲۵۱  | ۱٫۰۷۲  |
| ۵    | لهستان              | ۱۱   | ۴    | ۳۰     | ۳۸  | ۲۵   | ۱٫۵۲۰ | ۱٬۴۶۵  | ۱٬۳۹۷  | ۱٫۰۴۹  |
| ۶    | ایالات متحده آمریکا | ۹    | ۶    | ۲۸     | ۳۲  | ۲۴   | ۱٫۳۳۳ | ۱٬۳۱۷  | ۱٬۲۵۸  | ۱٫۰۴۷  |
| ۷    | آرژانتین            | ۸    | ۷    | ۲۶     | ۳۳  | ۲۶   | ۱٫۲۶۹ | ۱٬۳۶۳  | ۱٬۳۰۴  | ۱٫۰۴۵  |
| ۸    | ایتالیا             | ۸    | ۷    | ۲۵     | ۳۱  | ۲۵   | ۱٫۲۴۰ | ۱٬۳۱۶  | ۱٬۲۶۳  | ۱٫۰۴۲  |
| ۹    | کانادا              | ۸    | ۷    | ۲۳     | ۲۹  | ۲۹   | ۱٫۰۰۰ | ۱٬۳۱۳  | ۱٬۳۲۱  | ۰٫۹۹۴  |
| ۱۰   | ژاپن                | ۷    | ۸    | ۱۹     | ۲۷  | ۳۲   | ۰٫۸۴۴ | ۱٬۳۱۸  | ۱٬۳۲۶  | ۰٫۹۹۴  |
| ۱۱   | صربستان             | ۶    | ۹    | ۱۷     | ۲۸  | ۳۶   | ۰٫۷۷۸ | ۱٬۳۹۳  | ۱٬۴۱۷  | ۰٫۹۸۳  |
| ۱۲   | بلغارستان           | ۵    | ۱۰   | ۱۳     | ۲۱  | ۳۸   | ۰٫۵۵۳ | ۱٬۲۶۸  | ۱٬۳۷۲  | ۰٫۹۲۴  |
| ۱۳   | استرالیا            | ۳    | ۱۲   | ۱۳     | ۲۰  | ۳۷   | ۰٫۵۴۱ | ۱٬۲۱۷  | ۱٬۳۳۴  | ۰٫۹۱۲  |
| ۱۴   | آلمان               | ۳    | ۱۲   | ۱۲     | ۲۳  | ۴۱   | ۰٫۵۶۱ | ۱٬۳۴۹  | ۱٬۴۷۰  | ۰٫۹۱۸  |
| ۱۵   | پرتغال              | ۲    | ۱۳   | ۷      | ۱۲  | ۴۰   | ۰٫۳۰۰ | ۱٬۰۹۵  | ۱٬۲۶۸  | ۰٫۸۶۴  |
| ۱۶   | چین                 | ۱    | ۱۴   | ۴      | ۹   | ۴۲   | ۰٫۲۱۴ | ۱٬۰۴۷  | ۱٬۲۳۴  | ۰٫۸۴۸  |

### هفته ۱

#### گروه ۱
- تمام زمان‌ها براساس زمان چین (یوتی‌سی 8:00+) می‌باشد.

| تاریخ  | ساعت  |         | امتیاز |         | ست ۱  | ست ۲  | ست ۳  | ست ۴  | ست ۵  | مجموع   | گزارش     |
| ------ | ----- | ------- | ------ | ------- | ----- | ----- | ----- | ----- | ----- | ------- | --------- |
| ۳۱ مه  | ۱۶:۰۰ | ایران   | ۳–۱    | ایتالیا | ۲۰–۲۵ | ۲۵–۲۳ | ۲۵–۲۳ | ۲۵–۲۳ |       | ۹۵–۹۴   | P2 Report |
| ۳۱ مه  | ۲۰:۰۰ | چین     | ۲–۳    | آلمان   | ۲۱–۲۵ | ۲۱–۲۵ | ۲۵–۱۹ | ۲۵–۱۹ | ۱۱–۱۵ | ۱۰۳–۱۰۳ | P2 Report |
| ۱ ژوئن | ۱۶:۰۰ | ایتالیا | ۳–۰    | آلمان   | ۲۵–۲۱ | ۳۰–۲۸ | ۲۵–۲۳ |       |       | ۸۰–۷۲   | P2 Report |
| ۱ ژوئن | ۲۰:۰۰ | چین     | ۰–۳    | ایران   | ۲۲–۲۵ | ۱۸–۲۵ | ۲۱–۲۵ |       |       | ۶۱–۷۵   | P2 Report |
| ۲ ژوئن | ۱۶:۰۰ | آلمان   | ۰–۳    | ایران   | ۲۸–۳۰ | ۲۷–۲۹ | ۲۰–۲۵ |       |       | ۷۵–۸۴   | P2 Report |
| ۲ ژوئن | ۲۰:۰۰ | چین     | ۰–۳    | ایتالیا | ۲۱–۲۵ | ۱۳–۲۵ | ۲۴–۲۶ |       |       | ۵۸–۷۶   | P2 Report |

#### گروه ۲
- تمام زمان‌ها براساس Argentina Time (یوتی‌سی 3:00-) می‌باشد.

| تاریخ  | ساعت  |          | امتیاز |           | ست ۱  | ست ۲  | ست ۳  | ست ۴  | ست ۵ | مجموع | گزارش     |
| ------ | ----- | -------- | ------ | --------- | ----- | ----- | ----- | ----- | ---- | ----- | --------- |
| ۳۱ مه  | ۱۸:۱۰ | کانادا   | ۱–۳    | بلغارستان | ۲۰–۲۵ | ۲۴–۲۶ | ۲۵–۱۹ | ۱۷–۲۵ |      | ۸۶–۹۵ | P2 Report |
| ۳۱ مه  | ۲۱:۱۰ | آرژانتین | ۳–۰    | پرتغال    | ۲۵–۱۷ | ۲۵–۲۱ | ۲۵–۲۱ |       |      | ۷۵–۵۹ | P2 Report |
| ۱ ژوئن | ۱۸:۱۰ | کانادا   | ۳–۰    | پرتغال    | ۲۵–۲۰ | ۲۵–۲۳ | ۲۵–۱۶ |       |      | ۷۵–۵۹ | P2 Report |
| ۱ ژوئن | ۲۱:۱۰ | آرژانتین | ۳–۰    | بلغارستان | ۲۵–۱۶ | ۲۵–۲۱ | ۲۵–۲۳ |       |      | ۷۵–۶۰ | P2 Report |
| ۲ ژوئن | ۱۶:۱۰ | پرتغال   | ۳–۱    | بلغارستان | ۲۵–۲۱ | ۱۹–۲۵ | ۲۸–۲۶ | ۲۵–۲۳ |      | ۹۷–۹۵ | P2 Report |
| ۲ ژوئن | ۱۹:۱۰ | آرژانتین | ۱–۳    | کانادا    | ۲۱–۲۵ | ۲۷–۲۹ | ۲۵–۱۶ | ۲۴–۲۶ |      | ۹۷–۹۶ | P2 Report |

#### گروه ۳
- تمام زمان‌ها براساس ساعت تابستانی اروپای مرکزی (یوتی‌سی 2:00+) می‌باشد.

| تاریخ  | ساعت  |                     | امتیاز |                     | ست ۱  | ست ۲  | ست ۳  | ست ۴  | ست ۵  | مجموع   | گزارش     |
| ------ | ----- | ------------------- | ------ | ------------------- | ----- | ----- | ----- | ----- | ----- | ------- | --------- |
| ۳۱ مه  | ۱۷:۳۰ | ایالات متحده آمریکا | ۰–۳    | برزیل               | ۲۲–۲۵ | ۲۲–۲۵ | ۲۳–۲۵ |       |       | ۶۷–۷۵   | P2 Report |
| ۳۱ مه  | ۲۰:۳۰ | لهستان              | ۳–۱    | استرالیا            | ۲۵–۱۵ | ۲۴–۲۶ | ۲۵–۲۱ | ۲۵–۱۴ |       | ۹۹–۷۶   | P2 Report |
| ۱ ژوئن | ۱۴:۰۰ | برزیل               | ۳–۲    | استرالیا            | ۳۲–۳۴ | ۲۵–۱۶ | ۲۵–۱۹ | ۲۷–۲۹ | ۱۵–۱۳ | ۱۲۴–۱۱۱ | P2 Report |
| ۱ ژوئن | ۱۷:۴۰ | ایالات متحده آمریکا | ۲–۳    | لهستان              | ۲۵–۱۷ | ۳۲–۳۴ | ۲۸–۲۶ | ۲۳–۲۵ | ۹–۱۵  | ۱۱۷–۱۱۷ | P2 Report |
| ۲ ژوئن | ۱۴:۰۰ | استرالیا            | ۱–۳    | ایالات متحده آمریکا | ۲۵–۱۹ | ۲۵–۲۷ | ۱۶–۲۵ | ۱۶–۲۵ |       | ۸۲–۹۶   | P2 Report |
| ۲ ژوئن | ۱۷:۰۰ | برزیل               | ۳–۱    | لهستان              | ۲۲–۲۵ | ۲۵–۱۵ | ۲۵–۲۱ | ۲۵–۱۷ |       | ۹۷–۷۸   | P2 Report |

#### گروه ۴
- تمام زمان‌ها براساس ساعت تابستانی اروپای مرکزی (یوتی‌سی 2:00+) می‌باشد.

| تاریخ  | ساعت  |         | امتیاز |         | ست ۱  | ست ۲  | ست ۳  | ست ۴  | ست ۵  | مجموع   | گزارش     |
| ------ | ----- | ------- | ------ | ------- | ----- | ----- | ----- | ----- | ----- | ------- | --------- |
| ۳۱ مه  | ۱۷:۰۰ | صربستان | ۱–۳    | ژاپن    | ۱۷–۲۵ | ۱۲–۲۵ | ۲۶–۲۴ | ۱۷–۲۵ |       | ۷۲–۹۹   | P2 Report |
| ۳۱ مه  | ۲۰:۱۵ | فرانسه  | ۳–۱    | روسیه   | ۲۵–۱۹ | ۲۵–۲۲ | ۲۰–۲۵ | ۲۵–۲۳ |       | ۹۵–۸۹   | P2 Report |
| ۱ ژوئن | ۱۶:۰۰ | ژاپن    | ۱–۳    | روسیه   | ۲۲–۲۵ | ۲۵–۲۳ | ۱۹–۲۵ | ۲۳–۲۵ |       | ۸۹–۹۸   | P2 Report |
| ۱ ژوئن | ۱۹:۱۵ | صربستان | ۱–۳    | فرانسه  | ۱۲–۲۵ | ۲۲–۲۵ | ۲۵–۲۰ | ۲۰–۲۵ |       | ۷۹–۹۵   | P2 Report |
| ۲ ژوئن | ۱۶:۰۰ | ژاپن    | ۱–۳    | فرانسه  | ۲۲–۲۵ | ۲۷–۲۵ | ۱۹–۲۵ | ۱۵–۲۵ |       | ۸۳–۱۰۰  | P2 Report |
| ۲ ژوئن | ۱۹:۰۰ | روسیه   | ۳–۲    | صربستان | ۲۰–۲۵ | ۲۶–۲۴ | ۲۵–۲۳ | ۲۲–۲۵ | ۱۵–۱۰ | ۱۰۸–۱۰۷ | P2 Report |

### هفته ۲

#### گروه ۵
- تمام زمان‌ها براساس زمان چین (یوتی‌سی 8:00+) می‌باشد.

| تاریخ  | ساعت  |           | امتیاز |           | ست ۱  | ست ۲  | ست ۳  | ست ۴  | ست ۵  | مجموع   | گزارش     |
| ------ | ----- | --------- | ------ | --------- | ----- | ----- | ----- | ----- | ----- | ------- | --------- |
| ۷ ژوئن | ۱۶:۰۰ | فرانسه    | ۳–۱    | لهستان    | ۲۸–۲۶ | ۲۵–۲۳ | ۲۴–۲۶ | ۲۵–۲۰ |       | ۱۰۲–۹۵  | P2 Report |
| ۷ ژوئن | ۱۹:۳۰ | چین       | ۳–۰    | بلغارستان | ۲۶–۲۴ | ۲۵–۲۰ | ۲۵–۱۷ |       |       | ۷۶–۶۱   | P2 Report |
| ۸ ژوئن | ۱۶:۰۰ | لهستان    | ۳–۱    | بلغارستان | ۲۲–۲۵ | ۲۵–۱۹ | ۲۷–۲۵ | ۲۵–۲۰ |       | ۹۹–۸۹   | P2 Report |
| ۸ ژوئن | ۱۹:۳۰ | چین       | ۰–۳    | فرانسه    | ۱۶–۲۵ | ۲۳–۲۵ | ۲۰–۲۵ |       |       | ۵۹–۷۵   | P2 Report |
| ۹ ژوئن | ۱۶:۰۰ | بلغارستان | ۳–۲    | فرانسه    | ۱۸–۲۵ | ۲۳–۲۵ | ۲۵–۲۱ | ۲۵–۲۳ | ۱۵–۱۱ | ۱۰۶–۱۰۵ | P2 Report |
| ۹ ژوئن | ۱۹:۱۵ | چین       | ۰–۳    | لهستان    | ۲۲–۲۵ | ۱۳–۲۵ | ۱۵–۲۵ |       |       | ۵۰–۷۵   | P2 Report |

#### گروه ۶
- تمام زمان‌ها براساس Yekaterinburg Time (یوتی‌سی 5:00+) می‌باشد.

| تاریخ  | ساعت  |         | امتیاز |                     | ست ۱  | ست ۲  | ست ۳  | ست ۴  | ست ۵ | مجموع | گزارش     |
| ------ | ----- | ------- | ------ | ------------------- | ----- | ----- | ----- | ----- | ---- | ----- | --------- |
| ۷ ژوئن | ۱۶:۰۰ | ایتالیا | ۳–۱    | ایالات متحده آمریکا | ۲۵–۲۳ | ۱۳–۲۵ | ۲۵–۲۰ | ۲۵–۲۳ |      | ۸۸–۹۱ | P2 Report |
| ۷ ژوئن | ۱۹:۱۰ | روسیه   | ۳–۰    | پرتغال              | ۲۵–۱۹ | ۲۵–۲۲ | ۲۵–۲۰ |       |      | ۷۵–۶۱ | P2 Report |
| ۸ ژوئن | ۱۶:۰۰ | ایتالیا | ۳–۰    | پرتغال              | ۲۵–۱۳ | ۲۵–۲۰ | ۲۵–۱۱ |       |      | ۷۵–۴۴ | P2 Report |
| ۸ ژوئن | ۱۹:۰۰ | روسیه   | ۳–۰    | ایالات متحده آمریکا | ۲۵–۲۲ | ۲۵–۱۹ | ۲۵–۱۵ |       |      | ۷۵–۵۶ | P2 Report |
| ۹ ژوئن | ۱۶:۰۰ | پرتغال  | ۱–۳    | ایالات متحده آمریکا | ۲۰–۲۵ | ۲۵–۲۲ | ۲۲–۲۵ | ۱۷–۲۵ |      | ۸۴–۹۷ | P2 Report |
| ۹ ژوئن | ۱۹:۰۰ | روسیه   | ۳–۰    | ایتالیا             | ۲۹–۲۷ | ۲۵–۱۶ | ۲۵–۱۸ |       |      | ۷۹–۶۱ | P2 Report |

#### گروه ۷
- تمام زمان‌ها براساس زمان استاندارد ژاپن (یوتی‌سی 9:00+) می‌باشد.

| تاریخ  | ساعت  |          | امتیاز |          | ست ۱  | ست ۲  | ست ۳  | ست ۴  | ست ۵  | مجموع   | گزارش     |
| ------ | ----- | -------- | ------ | -------- | ----- | ----- | ----- | ----- | ----- | ------- | --------- |
| ۷ ژوئن | ۱۵:۴۰ | برزیل    | ۳–۲    | ایران    | ۲۳–۲۵ | ۲۵–۱۶ | ۲۱–۲۵ | ۳۳–۳۱ | ۱۵–۱۰ | ۱۱۷–۱۰۷ | P2 Report |
| ۷ ژوئن | ۱۹:۱۰ | ژاپن     | ۳–۰    | آرژانتین | ۲۵–۱۶ | ۲۵–۱۶ | ۳۳–۳۱ |       |       | ۸۳–۶۳   | P2 Report |
| ۸ ژوئن | ۱۵:۱۰ | آرژانتین | ۱–۳    | ایران    | ۱۹–۲۵ | ۲۵–۲۰ | ۲۲–۲۵ | ۳۲–۳۴ |       | ۹۸–۱۰۴  | P2 Report |
| ۸ ژوئن | ۱۸:۴۰ | ژاپن     | ۰–۳    | برزیل    | ۲۲–۲۵ | ۱۹–۲۵ | ۲۱–۲۵ |       |       | ۶۲–۷۵   | P2 Report |
| ۹ ژوئن | ۱۵:۱۰ | آرژانتین | ۲–۳    | برزیل    | ۲۰–۲۵ | ۲۵–۲۱ | ۲۸–۲۶ | ۲۳–۲۵ | ۱۲–۱۵ | ۱۰۸–۱۱۲ | P2 Report |
| ۹ ژوئن | ۱۸:۴۰ | ژاپن     | ۰–۳    | ایران    | ۲۲–۲۵ | ۲۱–۲۵ | ۱۹–۲۵ |       |       | ۶۲–۷۵   | P2 Report |

#### گروه ۸
- تمام زمان‌ها براساس منطقه زمانی شرقی (یوتی‌سی 4:00-) می‌باشد.

| تاریخ  | ساعت  |          | امتیاز |          | ست ۱  | ست ۲  | ست ۳  | ست ۴  | ست ۵  | مجموع   | گزارش     |
| ------ | ----- | -------- | ------ | -------- | ----- | ----- | ----- | ----- | ----- | ------- | --------- |
| ۷ ژوئن | ۱۶:۴۰ | آلمان    | ۳–۲    | صربستان  | ۲۵–۲۰ | ۱۶–۲۵ | ۲۶–۲۸ | ۲۶–۲۴ | ۱۵–۹  | ۱۰۸–۱۰۶ | P2 Report |
| ۷ ژوئن | ۲۰:۰۶ | کانادا   | ۳–۰    | استرالیا | ۲۵–۲۳ | ۲۵–۱۷ | ۲۵–۱۸ |       |       | ۷۵–۵۸   | P2 Report |
| ۸ ژوئن | ۱۶:۱۰ | صربستان  | ۳–۲    | استرالیا | ۲۲–۲۵ | ۱۴–۲۵ | ۲۵–۲۱ | ۲۵–۲۱ | ۱۵–۹  | ۱۰۱–۱۰۱ | P2 Report |
| ۸ ژوئن | ۱۹:۱۵ | کانادا   | ۳–۲    | آلمان    | ۲۳–۲۵ | ۲۹–۲۷ | ۲۵–۱۸ | ۲۳–۲۵ | ۱۵–۱۲ | ۱۱۵–۱۰۷ | P2 Report |
| ۹ ژوئن | ۱۳:۱۰ | استرالیا | ۳–۰    | آلمان    | ۲۵–۲۰ | ۲۵–۲۰ | ۲۵–۱۶ |       |       | ۷۵–۵۶   | P2 Report |
| ۹ ژوئن | ۱۶:۱۰ | کانادا   | ۲–۳    | صربستان  | ۱۷–۲۵ | ۲۶–۲۴ | ۲۱–۲۵ | ۲۸–۲۶ | ۱۲–۱۵ | ۱۰۴–۱۱۵ | P2 Report |

### هفته ۳

#### گروه ۹
- تمام زمان‌ها براساس Western European Summer Time (یوتی‌سی 1:00+) می‌باشد.

| تاریخ   | ساعت  |        | امتیاز |         | ست ۱  | ست ۲  | ست ۳  | ست ۴  | ست ۵  | مجموع   | گزارش     |
| ------- | ----- | ------ | ------ | ------- | ----- | ----- | ----- | ----- | ----- | ------- | --------- |
| ۱۴ ژوئن | ۱۸:۰۰ | برزیل  | ۲–۳    | صربستان | ۲۵–۱۷ | ۲۲–۲۵ | ۲۵–۱۷ | ۲۰–۲۵ | ۱۲–۱۵ | ۱۰۴–۹۹  | P2 Report |
| ۱۴ ژوئن | ۲۱:۱۵ | پرتغال | ۳–۰    | چین     | ۲۵–۲۲ | ۲۵–۱۷ | ۲۵–۲۳ |       |       | ۷۵–۶۲   | P2 Report |
| ۱۵ ژوئن | ۱۶:۰۰ | برزیل  | ۳–۰    | چین     | ۲۵–۱۵ | ۲۵–۱۸ | ۲۵–۲۲ |       |       | ۷۵–۵۵   | P2 Report |
| ۱۵ ژوئن | ۱۹:۰۰ | پرتغال | ۲–۳    | صربستان | ۲۵–۲۱ | ۱۵–۲۵ | ۲۲–۲۵ | ۳۲–۳۰ | ۹–۱۵  | ۱۰۳–۱۱۶ | P2 Report |
| ۱۶ ژوئن | ۱۵:۰۰ | چین    | ۱–۳    | صربستان | ۱۷–۲۵ | ۲۲–۲۵ | ۲۷–۲۵ | ۱۸–۲۵ |       | ۸۴–۱۰۰  | P2 Report |
| ۱۶ ژوئن | ۱۸:۰۰ | پرتغال | ۰–۳    | برزیل   | ۱۹–۲۵ | ۲۱–۲۵ | ۱۸–۲۵ |       |       | ۵۸–۷۵   | P2 Report |

#### گروه ۱۰
- تمام زمان‌ها براساس ساعت تابستانی اروپای شرقی (یوتی‌سی 3:00+) می‌باشد.

| تاریخ   | ساعت  |           | امتیاز |           | ست ۱  | ست ۲  | ست ۳  | ست ۴  | ست ۵  | مجموع   | گزارش     |
| ------- | ----- | --------- | ------ | --------- | ----- | ----- | ----- | ----- | ----- | ------- | --------- |
| ۱۴ ژوئن | ۱۷:۰۰ | ژاپن      | ۱–۳    | ایتالیا   | ۲۵–۲۳ | ۱۵–۲۵ | ۲۷–۲۹ | ۲۱–۲۵ |       | ۸۸–۱۰۲  | P2 Report |
| ۱۴ ژوئن | ۲۰:۴۰ | بلغارستان | ۳–۲    | استرالیا  | ۲۰–۲۵ | ۲۹–۲۷ | ۲۲–۲۵ | ۲۵–۲۱ | ۱۵–۱۳ | ۱۱۱–۱۱۱ | P2 Report |
| ۱۵ ژوئن | ۱۷:۰۰ | استرالیا  | ۱–۳    | ایتالیا   | ۱۸–۲۵ | ۳۲–۳۰ | ۱۸–۲۵ | ۱۵–۲۵ |       | ۸۳–۱۰۵  | P2 Report |
| ۱۵ ژوئن | ۲۰:۴۰ | بلغارستان | ۲–۳    | ژاپن      | ۲۵–۲۲ | ۱۹–۲۵ | ۲۵–۱۶ | ۱۹–۲۵ | ۱۹–۲۱ | ۱۰۷–۱۰۹ | P2 Report |
| ۱۶ ژوئن | ۱۷:۰۰ | ژاپن      | ۳–۲    | استرالیا  | ۲۵–۱۸ | ۲۵–۲۷ | ۲۳–۲۵ | ۲۵–۲۲ | ۱۷–۱۵ | ۱۱۵–۱۰۷ | P2 Report |
| ۱۶ ژوئن | ۲۰:۴۰ | ایتالیا   | ۳–۱    | بلغارستان | ۲۵–۱۴ | ۲۵–۲۰ | ۲۳–۲۵ | ۲۵–۲۱ |       | ۹۸–۸۰   | P2 Report |

#### گروه ۱۱
- تمام زمان‌ها براساس ساعت رسمی ایران (یوتی‌سی 4:30+) می‌باشد.

| تاریخ   | ساعت  |        | امتیاز |        | ست ۱  | ست ۲  | ست ۳  | ست ۴  | ست ۵ | مجموع  | گزارش     |
| ------- | ----- | ------ | ------ | ------ | ----- | ----- | ----- | ----- | ---- | ------ | --------- |
| ۱۴ ژوئن | ۱۵:۳۰ | روسیه  | ۳–۱    | لهستان | ۲۴–۲۶ | ۲۵–۲۰ | ۲۵–۲۲ | ۲۵–۱۹ |      | ۹۹–۸۷  | P2 Report |
| ۱۴ ژوئن | ۱۸:۴۵ | ایران  | ۳–۰    | کانادا | ۲۵–۱۵ | ۲۶–۲۴ | ۲۵–۱۶ |       |      | ۷۶–۵۵  | P2 Report |
| ۱۵ ژوئن | ۱۵:۳۰ | روسیه  | ۳–۱    | کانادا | ۲۵–۲۳ | ۲۲–۲۵ | ۲۵–۲۰ | ۲۵–۲۳ |      | ۹۷–۹۱  | P2 Report |
| ۱۵ ژوئن | ۱۸:۴۰ | ایران  | ۳–۲    | لهستان | ۲۵–۲۰ | ۲۱–۲۵ | ۱۸–۲۵ | ۲۵–۱۷ | ۱۵–۸ | ۱۰۴–۹۵ | P2 Report |
| ۱۶ ژوئن | ۱۵:۳۰ | لهستان | ۳–۱    | کانادا | ۲۵–۲۰ | ۲۵–۲۷ | ۲۵–۲۰ | ۲۸–۲۶ |      | ۱۰۳–۹۳ | P2 Report |
| ۱۶ ژوئن | ۱۸:۴۵ | ایران  | ۳–۰    | روسیه  | ۲۵–۲۰ | ۲۶–۲۴ | ۲۵–۲۳ |       |      | ۷۶–۶۷  | P2 Report |

#### گروه ۱۲
- تمام زمان‌ها براساس ساعت تابستانی اروپای مرکزی (یوتی‌سی 2:00+) می‌باشد.

| تاریخ   | ساعت  |                     | امتیاز |                     | ست ۱  | ست ۲  | ست ۳  | ست ۴  | ست ۵  | مجموع   | گزارش     |
| ------- | ----- | ------------------- | ------ | ------------------- | ----- | ----- | ----- | ----- | ----- | ------- | --------- |
| ۱۴ ژوئن | ۱۷:۰۰ | ایالات متحده آمریکا | ۳–۱    | آرژانتین            | ۲۵–۲۲ | ۲۵–۱۹ | ۲۱–۲۵ | ۲۵–۲۱ |       | ۹۶–۸۷   | P2 Report |
| ۱۴ ژوئن | ۲۰:۱۵ | فرانسه              | ۳–۱    | آلمان               | ۲۴–۲۶ | ۲۵–۲۰ | ۲۵–۱۹ | ۲۵–۲۰ |       | ۹۹–۸۵   | P2 Report |
| ۱۵ ژوئن | ۱۷:۰۰ | ایالات متحده آمریکا | ۳–۱    | آلمان               | ۲۵–۲۲ | ۲۱–۲۵ | ۲۵–۱۹ | ۲۵–۲۰ |       | ۹۶–۸۶   | P2 Report |
| ۱۵ ژوئن | ۲۰:۰۳ | فرانسه              | ۱–۳    | آرژانتین            | ۱۸–۲۵ | ۱۷–۲۵ | ۲۵–۱۹ | ۲۰–۲۵ |       | ۸۰–۹۴   | P2 Report |
| ۱۶ ژوئن | ۱۴:۰۰ | آرژانتین            | ۳–۲    | آلمان               | ۲۵–۱۹ | ۲۳–۲۵ | ۲۳–۲۵ | ۲۵–۲۳ | ۱۵–۱۰ | ۱۱۱–۱۰۲ | P2 Report |
| ۱۶ ژوئن | ۱۷:۳۵ | فرانسه              | ۱–۳    | ایالات متحده آمریکا | ۲۵–۲۳ | ۲۲–۲۵ | ۲۶–۲۸ | ۲۵–۲۷ |       | ۹۸–۱۰۳  | P2 Report |

### هفته ۴

#### گروه ۱۳
- تمام زمان‌ها براساس منطقه زمانی مرکزی (یوتی‌سی 5:00-) می‌باشد.

| تاریخ   | ساعت  |                     | امتیاز |        | ست ۱  | ست ۲  | ست ۳  | ست ۴  | ست ۵  | مجموع   | گزارش     |
| ------- | ----- | ------------------- | ------ | ------ | ----- | ----- | ----- | ----- | ----- | ------- | --------- |
| ۲۱ ژوئن | ۱۷:۰۰ | کانادا              | ۳–۱    | چین    | ۲۵–۱۹ | ۲۵–۲۳ | ۲۲–۲۵ | ۲۵–۱۷ |       | ۹۷–۸۴   | P2 Report |
| ۲۱ ژوئن | ۲۰:۱۰ | ایالات متحده آمریکا | ۳–۰    | ژاپن   | ۲۵–۱۵ | ۲۵–۱۹ | ۲۵–۱۹ |       |       | ۷۵–۵۳   | P2 Report |
| ۲۲ ژوئن | ۱۴:۰۰ | چین                 | ۰–۳    | ژاپن   | ۱۹–۲۵ | ۲۰–۲۵ | ۲۳–۲۵ |       |       | ۶۲–۷۵   | P2 Report |
| ۲۲ ژوئن | ۱۹:۳۰ | ایالات متحده آمریکا | ۱–۳    | کانادا | ۲۲–۲۵ | ۲۵–۲۲ | ۲۳–۲۵ | ۱۷–۲۵ |       | ۸۷–۹۷   | P2 Report |
| ۲۳ ژوئن | ۱۲:۰۰ | کانادا              | ۳–۲    | ژاپن   | ۲۵–۱۸ | ۲۶–۲۴ | ۲۳–۲۵ | ۲۱–۲۵ | ۱۵–۱۳ | ۱۱۰–۱۰۵ | P2 Report |
| ۲۳ ژوئن | ۱۶:۳۰ | ایالات متحده آمریکا | ۳–۰    | چین    | ۲۵–۲۰ | ۲۵–۱۹ | ۲۵–۱۹ |       |       | ۷۵–۵۸   | P2 Report |

#### گروه ۱۴
- تمام زمان‌ها براساس ساعت تابستانی اروپای مرکزی (یوتی‌سی 2:00+) می‌باشد.

| تاریخ   | ساعت  |          | امتیاز |          | ست ۱  | ست ۲  | ست ۳  | ست ۴  | ست ۵  | مجموع   | گزارش     |
| ------- | ----- | -------- | ------ | -------- | ----- | ----- | ----- | ----- | ----- | ------- | --------- |
| ۲۱ ژوئن | ۱۷:۰۰ | لهستان   | ۳–۲    | آرژانتین | ۲۵–۲۱ | ۲۵–۲۳ | ۲۵–۲۷ | ۲۰–۲۵ | ۱۹–۱۷ | ۱۱۴–۱۱۳ | P2 Report |
| ۲۱ ژوئن | ۲۰:۲۰ | ایتالیا  | ۳–۰    | صربستان  | ۲۶–۲۴ | ۲۵–۱۹ | ۲۵–۲۲ |       |       | ۷۶–۶۵   | P2 Report |
| ۲۲ ژوئن | ۱۷:۰۰ | لهستان   | ۳–۲    | صربستان  | ۳۲–۳۰ | ۲۱–۲۵ | ۲۵–۲۱ | ۱۹–۲۵ | ۱۵–۱۱ | ۱۱۲–۱۱۲ | P2 Report |
| ۲۲ ژوئن | ۲۰:۱۰ | ایتالیا  | ۱–۳    | آرژانتین | ۲۲–۲۵ | ۲۵–۲۳ | ۱۹–۲۵ | ۱۹–۲۵ |       | ۸۵–۹۸   | P2 Report |
| ۲۳ ژوئن | ۱۷:۰۰ | آرژانتین | ۳–۰    | صربستان  | ۲۵–۱۷ | ۲۵–۲۳ | ۲۵–۱۸ |       |       | ۷۵–۵۸   | P2 Report |
| ۲۳ ژوئن | ۲۰:۰۰ | ایتالیا  | ۲–۳    | لهستان   | ۲۵–۲۳ | ۲۲–۲۵ | ۲۵–۲۳ | ۲۱–۲۵ | ۲۳–۲۵ | ۱۱۶–۱۲۱ | P2 Report |

#### گروه ۱۵
- تمام زمان‌ها براساس ساعت رسمی ایران (یوتی‌سی 4:30+) می‌باشد.

| تاریخ   | ساعت  |        | امتیاز |          | ست ۱  | ست ۲  | ست ۳  | ست ۴  | ست ۵ | مجموع  | گزارش     |
| ------- | ----- | ------ | ------ | -------- | ----- | ----- | ----- | ----- | ---- | ------ | --------- |
| ۲۱ ژوئن | ۱۵:۳۰ | فرانسه | ۳–۰    | استرالیا | ۲۵–۲۳ | ۲۵–۲۲ | ۲۵–۲۲ |       |      | ۷۵–۶۷  | P2 Report |
| ۲۱ ژوئن | ۱۸:۳۰ | ایران  | ۳–۱    | پرتغال   | ۲۳–۲۵ | ۲۷–۲۵ | ۲۵–۱۷ | ۲۵–۱۸ |      | ۱۰۰–۸۵ | P2 Report |
| ۲۲ ژوئن | ۱۵:۳۰ | فرانسه | ۳–۰    | پرتغال   | ۲۵–۲۳ | ۲۶–۲۴ | ۲۵–۲۳ |       |      | ۷۶–۷۰  | P2 Report |
| ۲۲ ژوئن | ۱۸:۳۰ | ایران  | ۳–۰    | استرالیا | ۲۵–۱۹ | ۲۵–۱۹ | ۲۵–۱۴ |       |      | ۷۵–۵۲  | P2 Report |
| ۲۳ ژوئن | ۱۵:۳۰ | پرتغال | ۰–۳    | استرالیا | ۲۳–۲۵ | ۲۲–۲۵ | ۲۵–۲۷ |       |      | ۷۰–۷۷  | P2 Report |
| ۲۳ ژوئن | ۱۸:۳۰ | ایران  | ۰–۳    | فرانسه   | ۱۸–۲۵ | ۲۴–۲۶ | ۲۱–۲۵ |       |      | ۶۳–۷۶  | P2 Report |

#### گروه ۱۶
- تمام زمان‌ها براساس Amazon Time (یوتی‌سی 4:00-) می‌باشد.

| تاریخ   | ساعت  |           | امتیاز |           | ست ۱  | ست ۲  | ست ۳  | ست ۴  | ست ۵  | مجموع   | گزارش     |
| ------- | ----- | --------- | ------ | --------- | ----- | ----- | ----- | ----- | ----- | ------- | --------- |
| ۲۱ ژوئن | ۱۷:۰۰ | آلمان     | ۱–۳    | روسیه     | ۲۵–۲۲ | ۲۱–۲۵ | ۱۹–۲۵ | ۱۴–۲۵ |       | ۷۹–۹۷   | P2 Report |
| ۲۱ ژوئن | ۲۰:۰۰ | برزیل     | ۳–۱    | بلغارستان | ۲۵–۲۰ | ۲۱–۲۵ | ۲۵–۱۹ | ۲۵–۱۴ |       | ۹۶–۷۸   | P2 Report |
| ۲۲ ژوئن | ۱۷:۰۰ | بلغارستان | ۰–۳    | روسیه     | ۲۰–۲۵ | ۲۰–۲۵ | ۲۱–۲۵ |       |       | ۶۱–۷۵   | P2 Report |
| ۲۲ ژوئن | ۲۰:۰۰ | برزیل     | ۳–۲    | آلمان     | ۲۰–۲۵ | ۲۵–۱۸ | ۲۱–۲۵ | ۲۵–۱۷ | ۱۵–۱۳ | ۱۰۶–۹۸  | P2 Report |
| ۲۳ ژوئن | ۱۷:۰۰ | آلمان     | ۲–۳    | بلغارستان | ۲۸–۲۶ | ۲۵–۱۸ | ۲۳–۲۵ | ۱۹–۲۵ | ۱۰–۱۵ | ۱۰۵–۱۰۹ | P2 Report |
| ۲۳ ژوئن | ۲۰:۲۰ | برزیل     | ۳–۰    | روسیه     | ۲۵–۱۷ | ۲۵–۲۱ | ۲۸–۲۶ |       |       | ۷۸–۶۴   | P2 Report |

### هفته ۵

#### گروه ۱۷
- تمام زمان‌ها براساس زمان در استرالیا (یوتی‌سی 10:00+) می‌باشد.

| تاریخ   | ساعت  |          | امتیاز |          | ست ۱  | ست ۲  | ست ۳  | ست ۴  | ست ۵  | مجموع  | گزارش     |
| ------- | ----- | -------- | ------ | -------- | ----- | ----- | ----- | ----- | ----- | ------ | --------- |
| ۲۸ ژوئن | ۱۷:۰۰ | چین      | ۱–۳    | آرژانتین | ۱۷–۲۵ | ۲۵–۲۰ | ۲۱–۲۵ | ۱۹–۲۵ |       | ۸۲–۹۵  | P2 Report |
| ۲۸ ژوئن | ۲۰:۰۰ | استرالیا | ۰–۳    | روسیه    | ۲۰–۲۵ | ۱۵–۲۵ | ۱۸–۲۵ |       |       | ۵۳–۷۵  | P2 Report |
| ۲۹ ژوئن | ۱۶:۰۰ | آرژانتین | ۲–۳    | روسیه    | ۱۹–۲۵ | ۲۵–۲۲ | ۱۸–۲۵ | ۲۵–۲۱ | ۱۱–۱۵ | ۹۸–۱۰۸ | P2 Report |
| ۲۹ ژوئن | ۱۹:۰۰ | استرالیا | ۳–۱    | چین      | ۲۴–۲۶ | ۲۵–۱۵ | ۲۵–۲۲ | ۲۵–۱۸ |       | ۹۹–۸۱  | P2 Report |
| ۳۰ ژوئن | ۱۳:۰۰ | چین      | ۰–۳    | روسیه    | ۲۳–۲۵ | ۲۳–۲۵ | ۲۶–۲۸ |       |       | ۷۲–۷۸  | P2 Report |
| ۳۰ ژوئن | ۱۶:۰۰ | استرالیا | ۰–۳    | آرژانتین | ۲۳–۲۵ | ۱۸–۲۵ | ۲۴–۲۶ |       |       | ۶۵–۷۶  | P2 Report |

#### گروه ۱۸
- تمام زمان‌ها براساس Brasília Time (یوتی‌سی 3:00-) می‌باشد.

| تاریخ   | ساعت  |         | امتیاز |         | ست ۱  | ست ۲  | ست ۳  | ست ۴  | ست ۵ | مجموع  | گزارش     |
| ------- | ----- | ------- | ------ | ------- | ----- | ----- | ----- | ----- | ---- | ------ | --------- |
| ۲۸ ژوئن | ۱۷:۰۰ | ایتالیا | ۱–۳    | کانادا  | ۲۵–۱۵ | ۲۰–۲۵ | ۲۲–۲۵ | ۱۸–۲۵ |      | ۸۵–۹۰  | P2 Report |
| ۲۸ ژوئن | ۲۰:۰۰ | برزیل   | ۳–۱    | فرانسه  | ۲۳–۲۵ | ۲۵–۱۸ | ۲۵–۲۳ | ۲۵–۲۳ |      | ۹۸–۸۹  | P2 Report |
| ۲۹ ژوئن | ۱۷:۰۰ | فرانسه  | ۳–۱    | ایتالیا | ۲۷–۲۵ | ۲۵–۱۹ | ۲۱–۲۵ | ۲۵–۲۰ |      | ۹۸–۸۹  | P2 Report |
| ۲۹ ژوئن | ۲۰:۰۰ | برزیل   | ۳–۰    | کانادا  | ۲۵–۲۰ | ۲۵–۱۹ | ۲۵–۱۹ |       |      | ۷۵–۵۸  | P2 Report |
| ۳۰ ژوئن | ۱۶:۰۰ | کانادا  | ۰–۳    | فرانسه  | ۲۲–۲۵ | ۲۶–۲۸ | ۲۳–۲۵ |       |      | ۷۱–۷۸  | P2 Report |
| ۳۰ ژوئن | ۱۹:۰۰ | برزیل   | ۳–۱    | ایتالیا | ۲۶–۲۸ | ۲۵–۲۲ | ۲۵–۱۸ | ۲۵–۱۸ |      | ۱۰۱–۸۶ | P2 Report |

#### گروه ۱۹
- تمام زمان‌ها براساس ساعت تابستانی اروپای شرقی (یوتی‌سی 3:00+) می‌باشد.

| تاریخ   | ساعت  |                     | امتیاز |                     | ست ۱  | ست ۲  | ست ۳  | ست ۴  | ست ۵ | مجموع  | گزارش     |
| ------- | ----- | ------------------- | ------ | ------------------- | ----- | ----- | ----- | ----- | ---- | ------ | --------- |
| ۲۸ ژوئن | ۱۷:۰۰ | ایران               | ۳–۱    | صربستان             | ۲۵–۲۳ | ۲۶–۲۸ | ۲۵–۲۲ | ۲۵–۱۹ |      | ۱۰۱–۹۲ | P2 Report |
| ۲۸ ژوئن | ۲۰:۴۰ | بلغارستان           | ۳–۱    | ایالات متحده آمریکا | ۲۱–۲۵ | ۲۵–۱۹ | ۲۵–۲۳ | ۲۵–۲۳ |      | ۹۶–۹۰  | P2 Report |
| ۲۹ ژوئن | ۱۷:۰۰ | ایالات متحده آمریکا | ۳–۱    | صربستان             | ۱۴–۲۵ | ۲۵–۲۰ | ۲۹–۲۷ | ۲۶–۲۴ |      | ۹۴–۹۶  | P2 Report |
| ۲۹ ژوئن | ۲۰:۴۰ | بلغارستان           | ۰–۳    | ایران               | ۲۳–۲۵ | ۲۳–۲۵ | ۲۱–۲۵ |       |      | ۶۷–۷۵  | P2 Report |
| ۳۰ ژوئن | ۱۷:۰۰ | ایران               | ۰–۳    | ایالات متحده آمریکا | ۲۵–۲۷ | ۲۱–۲۵ | ۲۰–۲۵ |       |      | ۶۶–۷۷  | P2 Report |
| ۳۰ ژوئن | ۲۰:۴۰ | صربستان             | ۳–۰    | بلغارستان           | ۲۵–۲۳ | ۲۵–۱۲ | ۲۵–۱۸ |       |      | ۷۵–۵۳  | P2 Report |

#### گروه ۲۰
- تمام زمان‌ها براساس ساعت تابستانی اروپای مرکزی (یوتی‌سی 2:00+) می‌باشد.

| تاریخ   | ساعت  |        | امتیاز |        | ست ۱  | ست ۲  | ست ۳  | ست ۴  | ست ۵ | مجموع  | گزارش     |
| ------- | ----- | ------ | ------ | ------ | ----- | ----- | ----- | ----- | ---- | ------ | --------- |
| ۲۸ ژوئن | ۱۷:۳۰ | لهستان | ۳–۱    | ژاپن   | ۲۲–۲۵ | ۲۵–۱۹ | ۲۷–۲۵ | ۲۵–۲۰ |      | ۹۹–۸۹  | P2 Report |
| ۲۸ ژوئن | ۲۰:۳۰ | آلمان  | ۳–۱    | پرتغال | ۲۸–۲۶ | ۲۰–۲۵ | ۲۵–۱۰ | ۲۵–۲۳ |      | ۹۸–۸۴  | P2 Report |
| ۲۹ ژوئن | ۱۷:۳۰ | آلمان  | ۱–۳    | لهستان | ۱۹–۲۵ | ۲۵–۲۱ | ۱۴–۲۵ | ۲۳–۲۵ |      | ۸۱–۹۶  | P2 Report |
| ۲۹ ژوئن | ۲۰:۳۰ | پرتغال | ۱–۳    | ژاپن   | ۲۰–۲۵ | ۲۲–۲۵ | ۲۵–۲۲ | ۲۰–۲۵ |      | ۸۷–۹۷  | P2 Report |
| ۳۰ ژوئن | ۱۴:۰۰ | آلمان  | ۲–۳    | ژاپن   | ۱۷–۲۵ | ۲۵–۲۳ | ۲۵–۲۱ | ۱۸–۲۵ | ۹–۱۵ | ۹۴–۱۰۹ | P2 Report |
| ۳۰ ژوئن | ۱۷:۱۰ | لهستان | ۳–۰    | پرتغال | ۲۵–۱۸ | ۲۵–۲۱ | ۲۵–۲۰ |       |      | ۷۵–۵۹  | P2 Report |

## دور نهایی
- تمام زمان‌ها براساس منطقه زمانی مرکزی (یوتی‌سی 5:00-) می‌باشد.

### بازی گروهی
|  | راه‌یافته برای نیمه‌نهایی‌ها |

#### گروه A
|      |                     | بازی | بازی | امتیاز | ست  | ست   | ست    | امتیاز | امتیاز | امتیاز |
| رتبه | تیم                 | برد  | باخت | امتیاز | برد | باخت | نسبت  | برد    | باخت   | نسبت   |
| ---- | ------------------- | ---- | ---- | ------ | --- | ---- | ----- | ------ | ------ | ------ |
| ۱    | ایالات متحده آمریکا | ۲    | ۰    | ۶      | ۶   | ۱    | ۶٫۰۰۰ | ۱۷۳    | ۱۴۲    | ۱٫۲۱۸  |
| ۲    | روسیه               | ۱    | ۱    | ۳      | ۳   | ۳    | ۱٫۰۰۰ | ۱۳۳    | ۱۳۱    | ۱٫۰۱۵  |
| ۳    | فرانسه              | ۰    | ۲    | ۰      | ۱   | ۶    | ۰٫۱۶۷ | ۱۴۰    | ۱۷۳    | ۰٫۸۰۹  |

| تاریخ    | ساعت  |                     | امتیاز |        | ست ۱  | ست ۲  | ست ۳  | ست ۴  | ست ۵ | مجموع | گزارش     |
| -------- | ----- | ------------------- | ------ | ------ | ----- | ----- | ----- | ----- | ---- | ----- | --------- |
| ۱۰ ژوئیه | ۱۹:۳۰ | ایالات متحده آمریکا | ۳–۱    | فرانسه | ۲۵–۱۶ | ۲۵–۲۲ | ۲۳–۲۵ | ۲۵–۲۱ |      | ۹۸–۸۴ | P2 Report |
| ۱۱ ژوئیه | ۲۰:۰۰ | روسیه               | ۳–۰    | فرانسه | ۲۵–۱۶ | ۲۵–۲۳ | ۲۵–۱۷ |       |      | ۷۵–۵۶ | P2 Report |
| ۱۲ ژوئیه | ۲۰:۰۰ | ایالات متحده آمریکا | ۳–۰    | روسیه  | ۲۵–۲۱ | ۲۵–۱۷ | ۲۵–۲۰ |       |      | ۷۵–۵۸ | P2 Report |

#### گروه B
|      |        | بازی | بازی | امتیاز | ست  | ست   | ست    | امتیاز | امتیاز | امتیاز |
| رتبه | تیم    | برد  | باخت | امتیاز | برد | باخت | نسبت  | برد    | باخت   | نسبت   |
| ---- | ------ | ---- | ---- | ------ | --- | ---- | ----- | ------ | ------ | ------ |
| ۱    | لهستان | ۲    | ۰    | ۵      | ۶   | ۳    | ۲٫۰۰۰ | ۲۰۵    | ۱۸۸    | ۱٫۰۹۰  |
| ۲    | برزیل  | ۱    | ۱    | ۳      | ۵   | ۵    | ۱٫۰۰۰ | ۲۱۲    | ۲۱۳    | ۰٫۹۹۵  |
| ۳    | ایران  | ۰    | ۲    | ۱      | ۳   | ۶    | ۰٫۵۰۰ | ۱۸۹    | ۲۰۵    | ۰٫۹۲۲  |

| تاریخ    | ساعت  |       | امتیاز |        | ست ۱  | ست ۲  | ست ۳  | ست ۴  | ست ۵  | مجموع   | گزارش     |
| -------- | ----- | ----- | ------ | ------ | ----- | ----- | ----- | ----- | ----- | ------- | --------- |
| ۱۰ ژوئیه | ۱۶:۳۰ | برزیل | ۲–۳    | لهستان | ۲۳–۲۵ | ۲۵–۲۳ | ۲۱–۲۵ | ۲۵–۲۱ | ۹–۱۵  | ۱۰۳–۱۰۹ | P2 Report |
| ۱۱ ژوئیه | ۱۷:۰۰ | ایران | ۱–۳    | لهستان | ۲۵–۲۱ | ۱۸–۲۵ | ۲۰–۲۵ | ۲۲–۲۵ |       | ۸۵–۹۶   | P2 Report |
| ۱۲ ژوئیه | ۱۷:۰۰ | برزیل | ۳–۲    | ایران  | ۲۵–۲۰ | ۲۵–۲۳ | ۲۴–۲۶ | ۲۰–۲۵ | ۱۵–۱۰ | ۱۰۹–۱۰۴ | P2 Report |

### چهار نهایی
|  | نیمه‌نهایی‌ها         | نیمه‌نهایی‌ها |                     |   | نهایی | نهایی |
|  |                     |             |                     |   |       |       |
|  | ۱۳ ژوئیه            |             |                     |   |       |       |
|  |                     |             |                     |   |       |       |
|  | لهستان              | ۱           |                     |   |       |       |
|  | لهستان              | ۱           | ۱۴ ژوئیه            |   |       |       |
|  | روسیه               | ۳           |                     |   |       |       |
|  | روسیه               | ۳           | ایالات متحده آمریکا | ۱ |       |       |
|  | ۱۳ ژوئیه            |             | ایالات متحده آمریکا | ۱ |       |       |
|  |                     | روسیه       | ۳                   |   |       |       |
|  | ایالات متحده آمریکا | روسیه       | ۳                   | ۳ |       |       |
|  | ایالات متحده آمریکا |             |                     | ۳ |       |       |
|  | برزیل               | ۲           |                     |   |       |       |
|  | برزیل               | ۲           | رقابت مقام سوم      |   |       |       |
|  |                     |             |                     |   |       |       |
|  | ۱۴ ژوئیه            |             |                     |   |       |       |
|  |                     |             |                     |   |       |       |
|  | لهستان              | ۳           |                     |   |       |       |
|  | لهستان              | ۳           |                     |   |       |       |
|  | برزیل               | ۰           |                     |   |       |       |

#### نیمه‌نهایی‌ها
| تاریخ    | ساعت  |                     | امتیاز |       | ست ۱  | ست ۲  | ست ۳  | ست ۴  | ست ۵ | مجموع   | گزارش     |
| -------- | ----- | ------------------- | ------ | ----- | ----- | ----- | ----- | ----- | ---- | ------- | --------- |
| ۱۳ ژوئیه | ۱۷:۰۰ | لهستان              | ۱–۳    | روسیه | ۱۹–۲۵ | ۲۶–۲۴ | ۲۲–۲۵ | ۲۱–۲۵ |      | ۸۸–۹۹   | P2 Report |
| ۱۳ ژوئیه | ۲۰:۰۰ | ایالات متحده آمریکا | ۳–۲    | برزیل | ۲۵–۲۱ | ۱۷–۲۵ | ۲۱–۲۵ | ۲۵–۲۰ | ۱۵–۹ | ۱۰۳–۱۰۰ | P2 Report |

#### مسابقه مقام سوم
| تاریخ    | ساعت  |        | امتیاز |       | ست ۱  | ست ۲  | ست ۳  | ست ۴ | ست ۵ | مجموع | گزارش     |
| -------- | ----- | ------ | ------ | ----- | ----- | ----- | ----- | ---- | ---- | ----- | --------- |
| ۱۴ ژوئیه | ۱۵:۰۰ | لهستان | ۳–۰    | برزیل | ۲۵–۱۷ | ۲۵–۲۳ | ۲۵–۲۱ |      |      | ۷۵–۶۱ | P2 Report |

#### فینال
| تاریخ    | ساعت  |                     | امتیاز |       | ست ۱  | ست ۲  | ست ۳  | ست ۴  | ست ۵ | مجموع | گزارش     |
| -------- | ----- | ------------------- | ------ | ----- | ----- | ----- | ----- | ----- | ---- | ----- | --------- |
| ۱۴ ژوئیه | ۱۸:۰۰ | ایالات متحده آمریکا | ۱–۳    | روسیه | ۲۳–۲۵ | ۲۵–۲۰ | ۲۱–۲۵ | ۲۰–۲۵ |      | ۸۹–۹۵ | P2 Report |

## رده‌بندی نهایی
| رتبه | تیم                 |
| ---- | ------------------- |
| 1    | روسیه               |
| 2    | ایالات متحده آمریکا |
| 3    | لهستان              |
| ۴    | برزیل               |
| ۵    | ایران               |
| ۶    | فرانسه              |
| ۷    | آرژانتین            |
| ۸    | ایتالیا             |
| ۹    | کانادا              |
| ۱۰   | ژاپن                |
| ۱۱   | صربستان             |
| ۱۲   | بلغارستان           |
| ۱۳   | استرالیا            |
| ۱۴   | آلمان               |
| ۱۵   | پرتغال              |
| ۱۶   | چین                 |

| قهرمان لیگ ملت‌های ۲۰۱۹ · روسیه · دومین عنوان فهرست تیمی برای دور نهایی: دمیتری ولکوف، ایگو کلیویکا، ایوان یاکوولف, ویکتور پولتائف، ایلیاس کراکایف، دمیتری کوالیوف, فدور وورونکوف, ایگور کوبزار (c), دنیس زمچینوک, آنتون سیمیشف, ایگور فیلیپوف, یاروسلاو پودلسنایخ, رومان مارتینیوک, والنتین گولوبف. · سر مربی: توماس ساملوو |

## جوایز
| - باارزش‌ترین بازیکن مت اندرسون - بهترین پاسور میکا کریستنسون - بهترین اسپک زننده پشت خط بارتوش بدنورش دمیتری ولکوف ایگو کلیویکا | - بهترین دفاع کننده میانی ایوان یاکوولف ماکسول هولت - بهترین اسپک زننده قطر پاسور مت اندرسون - بهترین لیبرو اریک شوجی |

## صدرنشینان آماری

### دور مقدماتی
تا تاریخ ۳۰ ژوئن ۲۰۱۹
| بهترین امتیاز آورنده‌ها | بهترین امتیاز آورنده‌ها | بهترین امتیاز آورنده‌ها | بهترین امتیاز آورنده‌ها | بهترین امتیاز آورنده‌ها | بهترین امتیاز آورنده‌ها | بهترین امتیاز آورنده‌ها |
|                        | بازیکن                 | آبشارها                | دفاع‌ها                 | سرویس‌ها                | مجموع                  |                        |
| ---------------------- | ---------------------- | ---------------------- | ---------------------- | ---------------------- | ---------------------- | ---------------------- |
| ۱                      | امیر غفور              | ۲۱۴                    | ۲۱                     | ۱۴                     | ۲۴۹                    |                        |
| ۲                      | یوجی نیشیدا            | ۱۸۳                    | ۱۳                     | ۲۳                     | ۲۱۹                    |                        |
| ۳                      | ریکاردو لوکارلی        | ۱۷۳                    | ۱۴                     | ۲۳                     | ۲۱۰                    |                        |
| ۴                      | زیمون هیرش             | ۱۷۰                    | ۲۱                     | ۱۳                     | ۲۰۴                    |                        |
| ۵                      | یواندری لیل            | ۱۶۱                    | ۲۲                     | ۱۹                     | ۲۰۲                    |                        |

| بهترین حمله کننده‌ها | بهترین حمله کننده‌ها | بهترین حمله کننده‌ها | بهترین حمله کننده‌ها | بهترین حمله کننده‌ها | بهترین حمله کننده‌ها | بهترین حمله کننده‌ها |
|                     | بازیکن              | آبشارها             | خطاها               | ضربه‌ها              | مجموع               | ٪                   |
| ------------------- | ------------------- | ------------------- | ------------------- | ------------------- | ------------------- | ------------------- |
| ۱                   | رونو لیما           | ۱۷۷                 | ۵۰                  | ۹۸                  | ۳۲۵                 | ۵۴٫۴۶               |
| ۲                   | امیر غفور           | ۲۱۴                 | ۵۹                  | ۱۲۰                 | ۳۹۳                 | ۵۴٫۴۵               |
| ۳                   | ریکاردو لوکارلی     | ۱۷۳                 | ۵۴                  | ۹۱                  | ۳۱۸                 | ۵۴٫۴۰               |
| ۴                   | شارونه ورنون-ایوانز | ۱۳۰                 | ۳۲                  | ۸۲                  | ۲۴۴                 | ۵۳٫۲۸               |
| ۵                   | یوکی ایشیکاوا       | ۱۷۰                 | ۴۰                  | ۱۱۲                 | ۳۲۲                 | ۵۲٫۸۰               |

| بهترین دفاع کننده‌ها | بهترین دفاع کننده‌ها | بهترین دفاع کننده‌ها | بهترین دفاع کننده‌ها | بهترین دفاع کننده‌ها | بهترین دفاع کننده‌ها | بهترین دفاع کننده‌ها |
|                     | بازیکن              | دفاع‌ها              | خطاها               | برگشت‌ها             | مجموع               | میانگین             |
| ------------------- | ------------------- | ------------------- | ------------------- | ------------------- | ------------------- | ------------------- |
| ۱                   | گراهام ویگراس       | ۳۱                  | ۶۳                  | ۶۵                  | ۱۵۹                 | ۰٫۵۳                |
| ۲                   | محمد موسوی عراقی    | ۳۲                  | ۷۹                  | ۵۶                  | ۱۶۷                 | ۰٫۵۲                |
| ۳                   | ایلیاس کراکایف      | ۳۳                  | ۸۱                  | ۷۳                  | ۱۸۷                 | ۰٫۴۹                |
| ۴                   | اسوتوسلاو گوتسف     | ۲۸                  | ۵۵                  | ۴۸                  | ۱۳۱                 | ۰٫۴۷                |
| ۵                   | ایوان یاکوولف       | ۳۲                  | ۶۸                  | ۴۸                  | ۱۴۸                 | ۰٫۴۷                |

| بهترین سرویس زننده‌ها | بهترین سرویس زننده‌ها | بهترین سرویس زننده‌ها | بهترین سرویس زننده‌ها | بهترین سرویس زننده‌ها | بهترین سرویس زننده‌ها | بهترین سرویس زننده‌ها |
|                      | بازیکن               | امتیاز سرویس‌ها       | خطاها                | رد شده‌ها             | مجموع                | میانگین              |
| -------------------- | -------------------- | -------------------- | -------------------- | -------------------- | -------------------- | -------------------- |
| ۱                    | ایگو کلیویکا         | ۲۸                   | ۳۷                   | ۱۰۷                  | ۱۷۲                  | ۰٫۴۱                 |
| ۲                    | یوجی نیشیدا          | ۲۳                   | ۴۱                   | ۱۲۴                  | ۱۸۸                  | ۰٫۳۹                 |
| ۳                    | ریکاردو لوکارلی      | ۲۳                   | ۳۳                   | ۱۷۵                  | ۲۳۱                  | ۰٫۳۰                 |
| ۴                    | ارشدیپ دوسانجه       | ۱۷                   | ۲۹                   | ۱۳۰                  | ۱۷۶                  | ۰٫۳۰                 |
| ۵                    | سیمونه جیانلی        | ۱۶                   | ۲۱                   | ۱۱۰                  | ۱۴۷                  | ۰٫۲۹                 |

| بهترین تنظیم کننده‌ها | بهترین تنظیم کننده‌ها | بهترین تنظیم کننده‌ها | بهترین تنظیم کننده‌ها | بهترین تنظیم کننده‌ها | بهترین تنظیم کننده‌ها | بهترین تنظیم کننده‌ها |
|                      | بازیکن               | در حالت حرکت         | خطاها                | در حالت سکون         | مجموع                | میانگین              |
| -------------------- | -------------------- | -------------------- | -------------------- | -------------------- | -------------------- | -------------------- |
| ۱                    | سعید معروف           | ۵۲۹                  | ۱۷                   | ۶۸۸                  | ۱۲۳۴                 | ۸٫۵۳                 |
| ۲                    | برت والش             | ۴۴۳                  | ۱۳                   | ۷۵۸                  | ۱۲۱۴                 | ۷٫۶۴                 |
| ۳                    | سیمونه جیانلی        | ۳۵۸                  | ۴                    | ۴۵۸                  | ۸۲۰                  | ۶٫۳۹                 |
| ۴                    | ارشدیپ دوسانجه       | ۳۰۸                  | ۱۰                   | ۶۷۷                  | ۹۹۵                  | ۵٫۴۰                 |
| ۵                    | یان زیمرمن           | ۳۳۶                  | ۶                    | ۶۹۹                  | ۱۰۴۱                 | ۵٫۲۵                 |

| بهترین توپ گیرنده‌ها | بهترین توپ گیرنده‌ها | بهترین توپ گیرنده‌ها | بهترین توپ گیرنده‌ها | بهترین توپ گیرنده‌ها | بهترین توپ گیرنده‌ها | بهترین توپ گیرنده‌ها |
|                     | بازیکن              | توپ‌گیری‌ها           | خطاها               | دریافت با ساعد      | مجموع               | میانگین             |
| ------------------- | ------------------- | ------------------- | ------------------- | ------------------- | ------------------- | ------------------- |
| ۱                   | سانتیاگو دانانی     | ۱۴۳                 | ۵۷                  | ۴۵                  | ۲۴۵                 | ۲٫۴۲                |
| ۲                   | فابیو بالاسو        | ۱۲۱                 | ۳۵                  | ۴۱                  | ۱۹۷                 | ۲٫۱۶                |
| ۳                   | لوک پری             | ۱۲۲                 | ۴۶                  | ۴۴                  | ۲۱۲                 | ۲٫۱۴                |
| ۴                   | جولیان زنگر         | ۱۲۶                 | ۴۱                  | ۶۱                  | ۲۲۸                 | ۱٫۹۷                |
| ۵                   | جنیا گربنیکوف       | ۱۱۸                 | ۲۷                  | ۳۹                  | ۱۸۴                 | ۱٫۸۷                |

| بهترین دریافت کننده‌ها | بهترین دریافت کننده‌ها | بهترین دریافت کننده‌ها | بهترین دریافت کننده‌ها | بهترین دریافت کننده‌ها | بهترین دریافت کننده‌ها | بهترین دریافت کننده‌ها |
|                       | بازیکن                | ممتازها               | خطاها                 | توپ‌رسانی‌ها            | مجموع                 | ٪                     |
| --------------------- | --------------------- | --------------------- | --------------------- | --------------------- | --------------------- | --------------------- |
| ۱                     | تالس هوس              | ۱۰۴                   | ۲۳                    | ۲۳۱                   | ۳۵۸                   | ۲۲٫۶۳                 |
| ۲                     | الکساندر فریرا        | ۷۵                    | ۱۷                    | ۱۹۵                   | ۲۸۷                   | ۲۰٫۲۱                 |
| ۳                     | سانتیاگو دانانی       | ۸۹                    | ۲۳                    | ۲۲۹                   | ۳۴۱                   | ۱۹٫۳۵                 |
| ۴                     | گرت موگوتوتیا         | ۷۴                    | ۱۵                    | ۲۲۸                   | ۳۱۷                   | ۱۸٫۶۱                 |
| ۵                     | جولیان زنگر           | ۷۳                    | ۱۹                    | ۲۲۲                   | ۳۱۴                   | ۱۷٫۲۰                 |

### دور نهایی
تا تاریخ ۱۴ ژوئیه ۲۰۱۹
| بهترین امتیاز آورنده‌ها | بهترین امتیاز آورنده‌ها | بهترین امتیاز آورنده‌ها | بهترین امتیاز آورنده‌ها | بهترین امتیاز آورنده‌ها | بهترین امتیاز آورنده‌ها |
|                        | بازیکن                 | آبشارها                | دفاع‌ها                 | سرویس‌ها                | مجموع                  |
| ---------------------- | ---------------------- | ---------------------- | ---------------------- | ---------------------- | ---------------------- |
| ۱                      | بارتوش بدنورش          | ۶۵                     | ۸                      | ۶                      | ۷۹                     |
| ۲                      | مت اندرسون             | ۵۰                     | ۳                      | ۴                      | ۵۷                     |
| ۳                      | تیلور ساندر            | ۴۶                     | ۲                      | ۵                      | ۵۳                     |
| ۴                      | والاس دسوزا            | ۴۶                     | ۴                      | ۲                      | ۵۲                     |
| ۵                      | ریکاردو لوکارلی        | ۳۸                     | ۱                      | ۱۰                     | ۴۹                     |

| بهترین حمله کننده‌ها | بهترین حمله کننده‌ها | بهترین حمله کننده‌ها | بهترین حمله کننده‌ها | بهترین حمله کننده‌ها | بهترین حمله کننده‌ها | بهترین حمله کننده‌ها |
|                     | بازیکن              | آبشارها             | خطاها               | ضربه‌ها              | مجموع               | ٪                   |
| ------------------- | ------------------- | ------------------- | ------------------- | ------------------- | ------------------- | ------------------- |
| ۱                   | تیلور ساندر         | ۴۶                  | ۱۰                  | ۲۴                  | ۸۰                  | ۵۷٫۵۰               |
| ۲                   | بارتوش بدنورش       | ۶۵                  | ۱۵                  | ۴۴                  | ۱۲۴                 | ۵۲٫۲۴               |
| ۳                   | دمیتری ولکوف        | ۳۱                  | ۱۰                  | ۲۰                  | ۶۱                  | ۵۰٫۸۲               |
| ۴                   | میلاد عبادی‌پور      | ۲۶                  | ۴                   | ۲۳                  | ۵۳                  | ۴۹٫۰۶               |
| ۵                   | مت اندرسون          | ۵۰                  | ۱۹                  | ۳۳                  | ۱۰۲                 | ۴۹٫۰۲               |

| بهترین دفاع کننده‌ها | بهترین دفاع کننده‌ها | بهترین دفاع کننده‌ها | بهترین دفاع کننده‌ها | بهترین دفاع کننده‌ها | بهترین دفاع کننده‌ها | بهترین دفاع کننده‌ها |
|                     | بازیکن              | دفاع‌ها              | خطاها               | برگشت‌ها             | مجموع               | میانگین             |
| ------------------- | ------------------- | ------------------- | ------------------- | ------------------- | ------------------- | ------------------- |
| ۱                   | ماکسول هولت         | ۱۷                  | ۱۹                  | ۱۷                  | ۵۳                  | ۱٫۰۶                |
| ۲                   | ایوان یاکوولف       | ۱۳                  | ۱۷                  | ۲۰                  | ۵۰                  | ۰٫۹۳                |
| ۳                   | محمد موسوی عراقی    | ۸                   | ۱۵                  | ۱۶                  | ۳۹                  | ۰٫۸۹                |
| ۴                   | نوربرت هوبر         | ۱۴                  | ۱۸                  | ۱۹                  | ۵۱                  | ۰٫۸۸                |
| ۵                   | کارول کلوس          | ۱۳                  | ۲۵                  | ۱۸                  | ۵۶                  | ۰٫۸۱                |

| بهترین سرویس زننده‌ها | بهترین سرویس زننده‌ها | بهترین سرویس زننده‌ها | بهترین سرویس زننده‌ها | بهترین سرویس زننده‌ها | بهترین سرویس زننده‌ها | بهترین سرویس زننده‌ها |
|                      | بازیکن               | امتیاز سرویس‌ها       | خطاها                | رد شده‌ها             | مجموع                | میانگین              |
| -------------------- | -------------------- | -------------------- | -------------------- | -------------------- | -------------------- | -------------------- |
| ۱                    | ایگو کلیویکا         | ۸                    | ۹                    | ۳۱                   | ۴۸                   | ۰٫۵۷                 |
| ۲                    | ریکاردو لوکارلی      | ۱۰                   | ۱۰                   | ۴۶                   | ۵۶                   | ۰٫۵۶                 |
| ۳                    | بارتوش کفولک         | ۷                    | ۹                    | ۴۴                   | ۶۰                   | ۰٫۴۴                 |
| ۴                    | کارول کلوس           | ۷                    | ۹                    | ۵۴                   | ۷۰                   | ۰٫۴۴                 |
| ۵                    | ایبو روسا            | ۳                    | ۵                    | ۶                    | ۱۴                   | ۰٫۴۳                 |

| بهترین تنظیم کننده‌ها | بهترین تنظیم کننده‌ها | بهترین تنظیم کننده‌ها | بهترین تنظیم کننده‌ها | بهترین تنظیم کننده‌ها | بهترین تنظیم کننده‌ها | بهترین تنظیم کننده‌ها |
|                      | بازیکن               | در حالت حرکت         | خطاها                | در حالت سکون         | مجموع                | میانگین              |
| -------------------- | -------------------- | -------------------- | -------------------- | -------------------- | -------------------- | -------------------- |
| ۱                    | سعید معروف           | ۷۱                   | ۳                    | ۱۲۹                  | ۲۰۳                  | ۷٫۸۹                 |
| ۲                    | میکا کریستنسون       | ۱۰۱                  | ۱                    | ۱۹۱                  | ۲۹۳                  | ۶٫۳۱                 |
| ۳                    | مارچین کومندا        | ۹۲                   | ۲                    | ۱۹۷                  | ۲۹۱                  | ۵٫۷۵                 |
| ۴                    | فرناندو کرلینگ       | ۷۹                   | ۴                    | ۱۲۵                  | ۲۰۸                  | ۴٫۳۹                 |
| ۵                    | ایگور کوبزار         | ۵۷                   | ۰                    | ۱۵۹                  | ۲۱۶                  | ۴٫۰۷                 |

| بهترین توپ گیرنده‌ها | بهترین توپ گیرنده‌ها | بهترین توپ گیرنده‌ها | بهترین توپ گیرنده‌ها | بهترین توپ گیرنده‌ها | بهترین توپ گیرنده‌ها | بهترین توپ گیرنده‌ها |
|                     | بازیکن              | توپ‌گیری‌ها           | خطاها               | دریافت با ساعد      | مجموع               | میانگین             |
| ------------------- | ------------------- | ------------------- | ------------------- | ------------------- | ------------------- | ------------------- |
| ۱                   | سعید معروف          | ۲۴                  | ۵                   | ۸                   | ۳۷                  | ۲٫۶۷                |
| ۲                   | یاکوب پوپیوچاک      | ۲۹                  | ۱۱                  | ۱۲                  | ۵۲                  | ۱٫۸۱                |
| ۳                   | محمدرضا حضرت‌پور     | ۱۶                  | ۶                   | ۷                   | ۲۹                  | ۱٫۷۸                |
| ۴                   | نیکلاس روسارد       | ۱۲                  | ۵                   | ۱۴                  | ۳۱                  | ۱٫۷۱                |
| ۵                   | والنتین گولوبف      | ۲۴                  | ۱۲                  | ۵                   | ۴۱                  | ۱٫۷۱                |

| بهترین دریافت کننده‌ها | بهترین دریافت کننده‌ها | بهترین دریافت کننده‌ها | بهترین دریافت کننده‌ها | بهترین دریافت کننده‌ها | بهترین دریافت کننده‌ها | بهترین دریافت کننده‌ها |
|                       | بازیکن                | ممتازها               | خطاها                 | توپ‌رسانی‌ها            | مجموع                 | ٪                     |
| --------------------- | --------------------- | --------------------- | --------------------- | --------------------- | --------------------- | --------------------- |
| ۱                     | تالس هوس              | ۲۷                    | ۶                     | ۷۳                    | ۱۰۶                   | ۱۹٫۸۱                 |
| ۲                     | اریک شوجی             | ۱۳                    | ۲                     | ۴۶                    | ۶۱                    | ۱۸٫۰۳                 |
| ۳                     | تیلور ساندر           | ۱۹                    | ۷                     | ۴۸                    | ۷۴                    | ۱۶٫۲۲                 |
| ۴                     | والنتین گولوبف        | ۱۶                    | ۵                     | ۵۸                    | ۷۹                    | ۱۳٫۹۲                 |
| ۵                     | بارتوش کفولک          | ۱۹                    | ۶                     | ۸۸                    | ۱۱۳                   | ۱۱٫۵۰                 |